# Sphaerotholus
Sphaerotholus és un gènere de dinosaure paquicefalosàurid que va viure al Cretaci superior en el que actualment és l'oest dels Estats Units. Fins ara s'han descrit dues espècies: l'espècie tipus, S. goodwini, de la formació de Kirtland a Nou Mèxic (Campanià superior), i una segona espècie, S. buchholtzae, de la formació de Hell Creek a Montana (Maastrichtià superior).